# Elenora (cràter)
Elenora és un cràter d'impacte en el planeta Venus de 4,5 km de diàmetre. Porta el nom d'un antropònim alemany (variant d'Eleanor), i el seu nom va ser aprovat per la Unió Astronòmica Internacional el 2003.